# Верховний жрець Осіріса

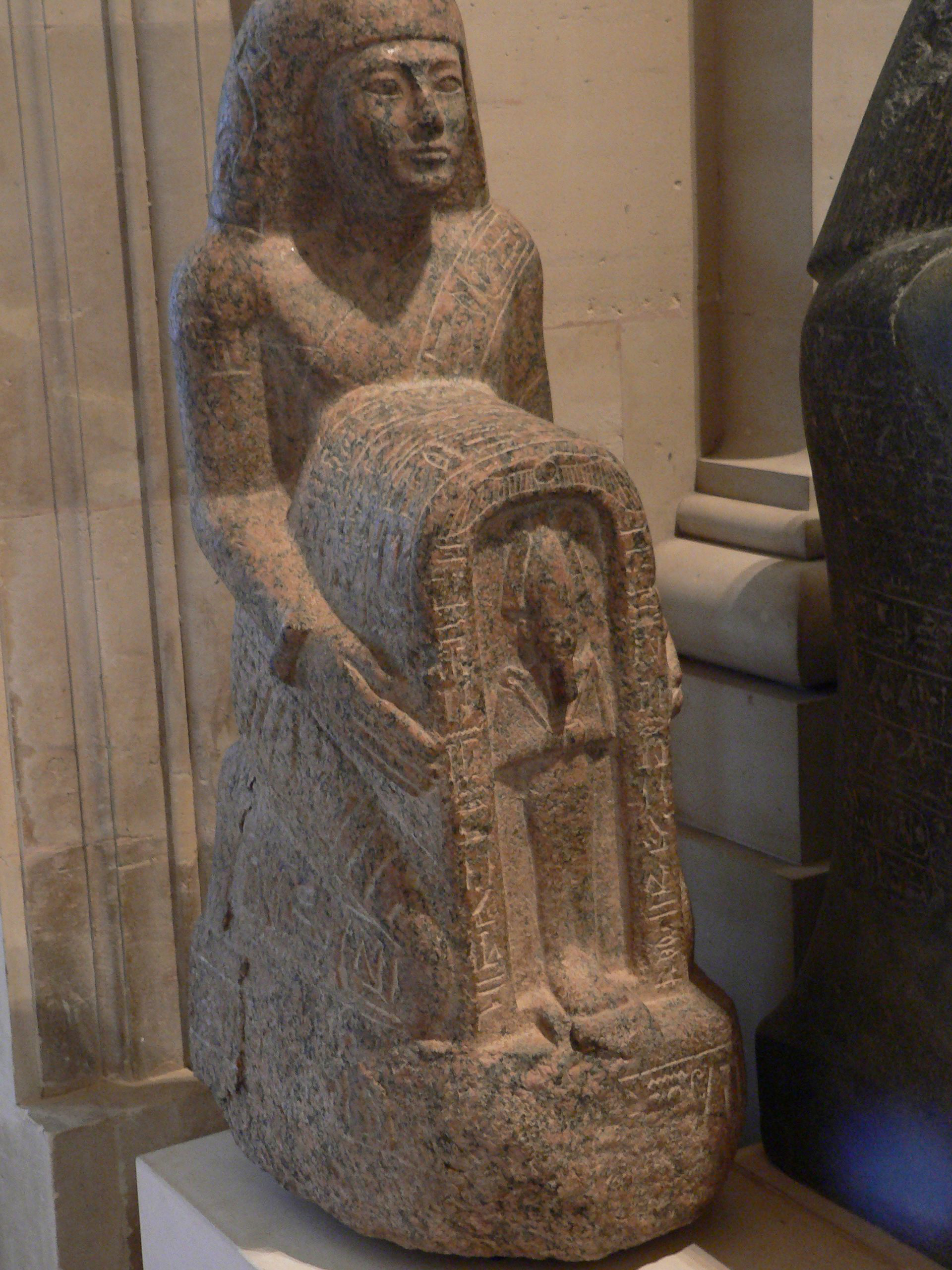
Верховний жрець Осіріса Юю

Верховний жрець Осіріса — вищий титул серед жерців давньоєгипетського бога Осіріса, резиденція якого перебувала в місті Абідос. Започатковано напочатку XX ст. до н. е. за час Дванадцятої династії.
Позначався ієрогліфами:
| R8 | U36 | T8 | n | Q1 · D4 |

## Перелік
| Ім'я           | Фараон або роки понтифікату | Коментар       |
| XVIII династія | XVIII династія              | XVIII династія |
| -------------- | --------------------------- | -------------- |
| Небваві        | Тутмос III                  |                |
| Хеканефер      | Тутмос III Аменхотеп II     |                |
| То             | Хоремхеб                    |                |
| XIX династія   |                             |                |
| Хат            | Рамсес I Сеті I             |                |
| Мері           | Сеті I Рамсес II            |                |
| Уененнефер     | Рамсес II                   |                |
| Горі           | Рамсес II                   |                |
| Юю             | Рамсес II                   |                |
| Сіесе          | Мернептах                   |                |
| XX династія    |                             |                |
| Горі II        | Рамсес III                  |                |